# Баксли (Џорџија)
Баксли (Џорџија) (енгл. Baxley) град је у америчкој савезној држави Џорџија. По попису становништва из 2010. у њему је живело 4.400 становника.

## Демографија
Према попису становништва из 2010. у граду је живело 4.400 становника, што је 250 (6,0%) становника више него 2000. године.
| Група             | 2000.         | 2010.         |
| Белци             | 2.226 (53,6%) | 2.275 (51,7%) |
| Афроамериканци    | 1.574 (37,9%) | 1.577 (35,8%) |
| Азијати           | 25 (0,6%)     | 59 (1,3%)     |
| Хиспаноамериканци | 300 (7,2%)    | 466 (10,6%)   |
| Укупно            | 4.150         | 4.400         |